# Scolecocampa
Scolecocampa is een geslacht van vlinders van de familie spinneruilen (Erebidae), uit de onderfamilie Calpinae.

## Soorten
- S. atrosignata Walker, 1858
- S. liburna Geyer, 1823
- S. pilosa Schaus, 1914
- S. porrecta Walker, 1863
- S. tessellata Hampson, 1926
- S. tripuncta Schaus, 1901